# Mężczyzna imieniem Ove (film)
Mężczyzna imieniem Ove (szw. En man som heter Ove) – szwedzki komediodramat z 2015 roku w reżyserii Hannesa Holma. Adaptacja książki Fredrika Backmana pod tym samym tytułem z 2012 roku. Film był dwukrotnie nominowany do Oscara: za film nieanglojęzyczny i charakteryzację. 
W 2022 r. premierę miał hollywoodzki remake w reżyserii Marca Forstera pt. Mężczyzna imieniem Otto z Tomem Hanksem w roli głównej.

## Fabuła
Jesień 2014 roku. 59-letni Ove Lindahl sześć miesięcy wcześniej pochował ukochaną żonę Sonję, z czym cały czas nie może się pogodzić. W dodatku, dość niespodziewanie zostaje zwolniony z zakładu kolejowego, w którym przepracował 43 lata i przechodzi na emeryturę. Od lat mieszka w spokojnym szwedzkim miasteczku, na niewielkim osiedlu jednorodzinnym, na którym dba o przestrzeganie licznych zakazów i był swego czasu przewodniczącym stowarzyszenia sąsiedzkiego. Pewnego dnia do szeregowca po drugiej stronie ulicy wprowadza się czteroosobowa rodzina Lufsenów – irańska imigrantka Parvaneh, jej szwedzki mąż Patrick wraz z dwiema córkami. Pojawienie się nowych sąsiadów wywraca świat Ovego do góry nogami. Cierpi on na depresję i zaczyna podejmować próby samobójcze. Wraca również myślami do czasów własnego dzieciństwa oraz młodości, wspominając życie z ojcem, a następnie z żoną.

## Obsada
- Rolf Lassgård jako Ove Lindahl
- Filip Berg jako młody Ove Lindahl
- Viktor Baagøe jako 7-letni Ove
- Ida Engvoll jako Sonja Lindahl
- Bahar Pars jako Parvaneh Lufsen
- Tobias Almborg jako Patrick Lufsen
- Nelly Jamarani jako Sepideh Lufsen
- Zozan Akgün jako Nasanin Lufsen
- Chatarina Larsson jako Anita
- Klas Wiljergård jako Jimmy
- Börje Lundberg jako Rune
- Stefan Gödicke jako ojciec Ovego
- Johan Widerberg jako urzędnik
- Anna-Lena Bergelin jako dziennikarka Lena
- Poyan Karimi jako Mirsad

## Zdjęcia i plenery
Zdjęcia do filmu miały miejsce w następujących lokalizacjach:
- Szwecja: Trollhättan (osiedle przy Bergkullevägen 160), Göteborg (Stacja Utrzymania Pociągów Swemaint AB przy ul. Utbyvägen 151), Sztokholm, Uddevalla (cmentarz), Vänersborg (ulica Edsgatan)
- Hiszpania (Majorka): Palma (okolice hotelu), Valldemossa, zatoka Sa Calobra w gminie Escorca (plenery)

## Błędy i nieścisłości
- Podczas scen hiszpańskich wakacji Lindahlów słychać grecką muzykę Demisa Roussosa[5].
- Kiedy mały Ove wchodzi na tory kolejowe, maszynista dojeżdżającego pociągu nie używa sygnału dźwiękowego, aby go ostrzec[5].
- Tablice rejestracyjne w niektórych pokazanych w filmie dawnych samochodach Saaba i Volvo są zbyt nowoczesne. Jednym z przykładów jest jasnoniebieskie Volvo 142/144, które ma tablicę wydaną ponad 20 lat po wyprodukowaniu samochodu[5].
- Gdy Parvaneh Lufsen zaczyna rodzić wydaje odgłosy, nie pasujące do ruchu jej ust, zwłaszcza gdy widzimy ją z boku[5].
- W filmie wykorzystano dwa różne koty rasy ragdoll: Magica i Orlanda. Pierwszy został wybrany ze względu na jego przywiązanie, ciekawość i dlatego, że nigdy nie dał się zaskoczyć. Drugi był używany w scenach, w których kot musiał pozostać na miejscu lub być noszony przez długi czas. Oba koty urodziły się w Polsce[6].

## Nagrody i nominacje
89. ceremonia wręczenia Oscarów (26 lutego 2017)
- Nominacja: najlepszy film nieanglojęzyczny (Szwecja)
- Nominacja: najlepsza charakteryzacja i fryzury (Eva von Bahr i Nils "Love" Larson)